# Marco Mengoni
Marco Mengoni (n. 25 decembrie 1988 în Viterbo) este un cântăreț italian de muzică pop-rock/soul care a obținut notorietate în anul 2009, odată cu câștigarea emisiunii-concurs X Factor. Ulterior lansează mai multe materiale discografice care au vânzări cumulate de peste 270.000 de exemplare în Italia, iar în 2010 Mengoni devine primul interpret italian din istorie care este numit „Cel mai bun cântăreț european” în cadrul premiilor MTV EMA.
În februarie 2010, Mengoni a participat la cea de-a șaizecea ediție a Festivalului Muzical de la Sanremo cu piesa „Credimi ancora”, clasându-se pe locul al treilea din cincisprezece participanți. Ea a fost inclusă pe cel de-al doilea EP al său, Re matto, care a debutat în Italia pe primul loc. Primul său album de studio, Solo 2.0, a fost lansat în septembrie 2010 și a fost certificat cu discul de aur de către Federația Industriei Muzicale Italiene.
La începutul anului 2013 Mengoni participă la prestigiosul Festival de la Sanremo, pe care-l câștigă interpretând piesa „L'essenziale”. De asemenea, artistul a reprezentat Italia în cadrul Concursului Muzical Eurovision 2013, care s-a desfășurat în Malmö, Suedia, melodia sa clasându-se în finală pe locul al șaptelea, cu 126 de puncte. Piesa „L'essenziale” a devenit și piesa principală de pe albumul #prontoacorrere, fiind al patrulea single al lui Marco Mengoni care s-a clasat pe primul loc în topurile italiene.

## Biografie

### Anii copilăriei, educația și primele activități muzicale (1988 – 2008)
Marco Mengoni s-a născut la data de 25 decembrie 1988 în Ronciglione, o comună în Provincia Viterbo, Lazio din Italia, și este singurul copil al cuplului format din Nadia și Maurizio Mengoni. Fiind pasionat de muzică încă de la o vârstă fragedă, Marco se înscrie la o școală de canto la paisprezece ani. Vorbind despre începuturile sale muzicale, interpretul declară: „Copil fiind, ascultam orice: de la muzică pop la R&B, soul, rock, iar odată cu trecerea timpului am început să-mi diversific cultura muzicală, să descopăr piese pe care le cântam la karaoke cu mare timiditate. La un moment dat părinții mei m-au ascultat cântând și așa i-am convins să mă trimită la o școală de muzică.”
În adolescență Marco a fost puternic influențat de muzica unor artiști precum David Bowie, Michael Jackson sau Beatles, cărora le-a studiat tehnica și stilul interpretativ. La vârsta de șaisprezece ani Mengoni începe să cânte în baruri și restaurante alături de o formație locală de instrumentiști, printre piesele abordate numărându-se atât preluări cât și compoziții proprii. În același timp Mengoni și-a continuat studiile în domeniul designului industrial. După absolvirea liceului, tânărul interpret se mută la Roma pentru a urma cursurile unei facultăți de Litere. În același timp el a lucrat ca barman pentru a-și putea plăti studiile, iar muzica a devenit un hobby, artistul cântând în restaurante și la petreceri private.

### Participarea la «X Factor» și debutul discografic (2009 – 2010)
În 2009, la vârsta de douăzeci de ani, Marco Mengoni se înscrie la audițiile emisiunii-concurs X Factor. Pe parcursul competiției Marco impresionează prin diversitatea pieselor abordate, pornind de la AC/DC, Michael Jackson și până la Nina Simone. Interpretările sale sunt felicitate și admirate de o serie de cântăreți celebri din Italia precum Mina, Giorgia, Elisa sau Adriano Celentano. La data de 2 decembrie 2009 Mengoni este declarat marele câștigător al concursului și astfel își asigură un contract în valoare de 300.000 de euro cu casa de discuri Sony Music. De asemenea, ca parte a premiului, interpretul este înscris automat la prestigiosul Festival de la Sanremo, unde participă cu piesa „Credimi ancora”. Mengoni nu își adjudecă marele premiu, ci termină pe locul trei,  însă primește o distincție specială din partea unui juriu format din critici muzicali și jurnaliști.
| Cântecele interpretate și rezultatele obținute de Marco Mengoni în al treilea sezon al concursului muzical X Factor Italia | Cântecele interpretate și rezultatele obținute de Marco Mengoni în al treilea sezon al concursului muzical X Factor Italia | Cântecele interpretate și rezultatele obținute de Marco Mengoni în al treilea sezon al concursului muzical X Factor Italia | Cântecele interpretate și rezultatele obținute de Marco Mengoni în al treilea sezon al concursului muzical X Factor Italia | Cântecele interpretate și rezultatele obținute de Marco Mengoni în al treilea sezon al concursului muzical X Factor Italia | Cântecele interpretate și rezultatele obținute de Marco Mengoni în al treilea sezon al concursului muzical X Factor Italia |
| Episod | Temă | Cântec | Cântat inițial de | Ordine # | Rezultat |
| --- | --- | --- | --- | --- | --- |
| Preselecții | Alegerea juriului | "Uomini semplici" | Eduardo De Crescenzo | N/A | A trecut |
| Selecție | Alegerea juriului | "La luce dell'est" | Lucio Battisti | N/A | A trecut |
| Selecție | Alegerea juriului | "We Can Work It Out" | The Beatles | N/A | A trecut |
| Selecție | Alegerea juriului | "(You Make Me Feel Like) A Natural Woman"                                                                                  | Aretha Franklin | N/A | A trecut |
| Selecție | Alegerea juriului | "I'm Outta Love" | Anastacia | N/A | A trecut |
| Spectacolul live cu nr. 1                                                                                                  | Alegerea antrenorului | "Man in the Mirror" | Michael Jackson | 5 | OK |
| Spectacolul live cu nr. 2                                                                                                  | Alegerea antrenorului | "L'amore si odia" | Noemi feat. Fiorella Mannoia                                                                                               | 2 | OK |
| Spectacolul live cu nr. 3                                                                                                  | '80 în muzică | "Notorious" | Duran Duran | 1 | OK |
| Spectacolul live cu nr. 4                                                                                                  | Alegerea antrenorului | "Psycho Killer" | Talking Heads | 6 | OK |
| Spectacolul live cu nr. 5                                                                                                  | Alegerea antrenorului | "My Baby Just Cares for Me"                                                                                                | Nina Simone | 4 | OK |
| Spectacolul live cu nr. 6                                                                                                  | Alegerea antrenorului | "Ashes to Ashes" | David Bowie | 5 | OK |
| Spectacolul live cu nr. 7                                                                                                  | Alegerea antrenorului | "Helter Skelter" | The Beatles | 3 | OK |
| Spectacolul live cu nr. 8                                                                                                  | Alegerea antrenorului | "Insieme a te sto bene" | Lucio Battisti | 2 | OK |
| Spectacolul live cu nr. 8                                                                                                  | Acappella Songs | "L'appuntamento" | Ornella Vanoni | 12 | OK |
| Spectacolul live cu nr. 9                                                                                                  | Sanremo Music Festival | "Almeno tu nell'universo"                                                                                                  | Mia Martini | 6 | OK |
| Spectacolul live cu nr. 10                                                                                                 | Cântec în limba italiană                                                                                                   | "Onda su onda" | Bruno Lauzi | 1 | OK |
| Spectacolul live cu nr. 10                                                                                                 | Michael Jackson | "Billie Jean" | Michael Jackson | 11 | OK |
| Spectacolul live cu nr. 11                                                                                                 | Alegerea antrenorului | "Kiss" | Prince și The Revolution                                                                                                   | 5 | OK |
| Spectacolul live cu nr. 11                                                                                                 | Alegerea antrenorului | "Il nostro concerto" | Umberto Bindi | 6 | OK |
| Spectacolul live cu nr. 12                                                                                                 | Alegerea antrenorului | "Back in Black" | AC/DC | 4 | OK |
| Spectacolul live cu nr. 12                                                                                                 | Cântece acappella | "Senza fine" | Gino Paoli | 5 | OK |
| Spectacolul live cu nr. 12                                                                                                 | Cântecul câștigătorului | "Dove si vola" | Marco Mengoni | 12 | OK |
| Finala | Duetul cu o celebritate | "Oggi sono io" (cu Alex Britti)                                                                                            | Alex Britti | 3 | OK |
| Finala | Alegerea antrenorului | "Amore assurdo" | Morgan | 5 | OK |
| Finala | Cântecul câștigătorului | "Dove si vola" | Marco Mengoni | 7 | OK |
| Finala | Medley | "Psycho Killer", "My Baby Just Cares for Me", "Almeno tu nell'universo"                                                    | Talking Heads, Nina Simone, Mia Martini                                                                                    | 10 | Câștigător |
| Finala | Cântec acappella | "The Fool on the Hill" | The Beatles | 12 | Câștigător |

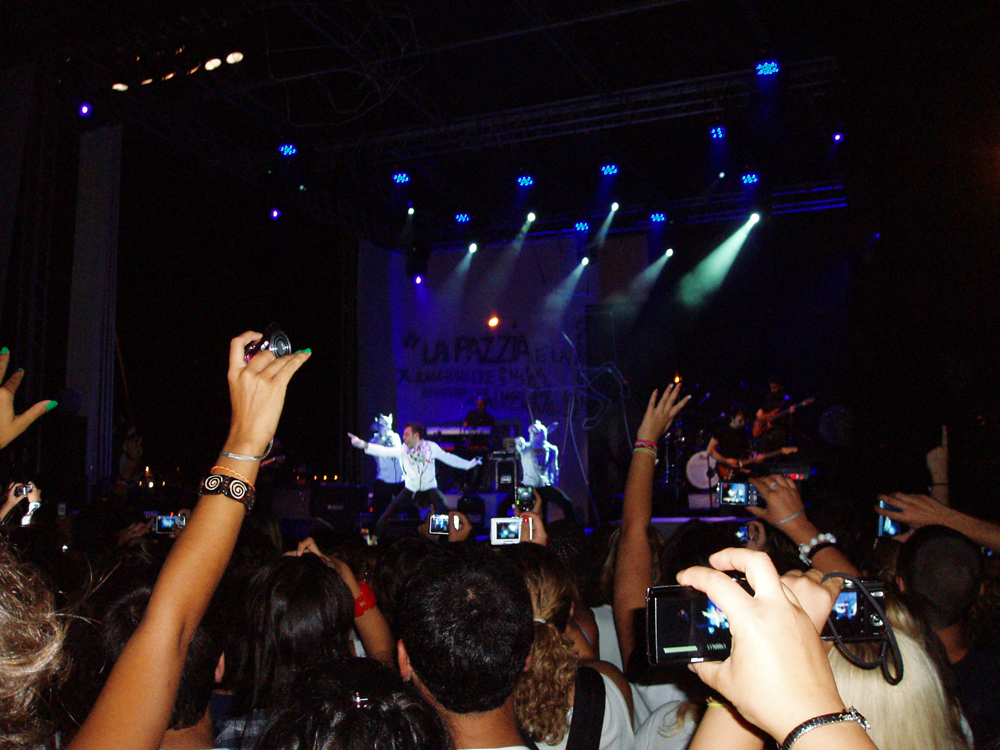
Marco Mengoni în concert (august 2010)

În dimineața de după victoria lui Mengoni de la X Factor are loc lansarea primului său disc single, intitulat Dove si vola, care debutează pe prima poziție în clasamentele de specialitate din Italia. Discul EP cu același nume a fost de asemenea un succes comercial, primind discul de platină pentru vânzări de peste 60.000 de exemplare. În februarie 2010, odată cu participarea de la Festivalul Sanremo, Marco lansează un nou disc EP, Re matto, care intră pe prima poziție în topurile muzicale din Italia, unde rămâne pe prima poziție timp de patru săptămâni consecutive. Pentru a-și promova materialele discografice, Mengoni lansează pe single piesele „Credimi ancora” și „Stanco (Deeper Inside)”, iar în vara anului 2010 susține un turneu regional. Pe parcursul acestei serii de concerte interpretul înregistrează primul său album în concert, numit Re matto live, care a fost lansat în octombrie 2010 și a primit, alături de discul EP Re matto, dublu certificat de platină pentru vânzări cumulate de peste 120.000 de exemplare în Italia.
Prestația muzicală de calitate a lui Marco Mengoni este răsplătită în cadrul premiilor MTV Europe Music Awards 2010, unde primește premiul pentru „Cel mai bun cântăreț italian”; de asemenea, în cadrul aceleiași gale, Mengoni devine primul interpret italian din istorie care este numit „Cel mai bun cântăreț european”. În primăvara anului 2011 artistul primește trei premii Wind Music Awards pentru succesul înregistrat de materialele sale discografice. Ulterior Marco avea să participe la emisiunea MTV Unplugged și a înregistrat o piesă ce a fost inclusă pe un DVD aniversar al interpretului Renato Zero. Pe 24 iulie 2011 participă la Festivalul de teatru și cântec Giorgio Gaber, unde urcă pe scenă pentru a-i aduce un omagiu interpretei britanice Amy Winehouse, care a decedat în ziua precedentă.

### Albumul «Solo 2.0» (2011 – 2012)

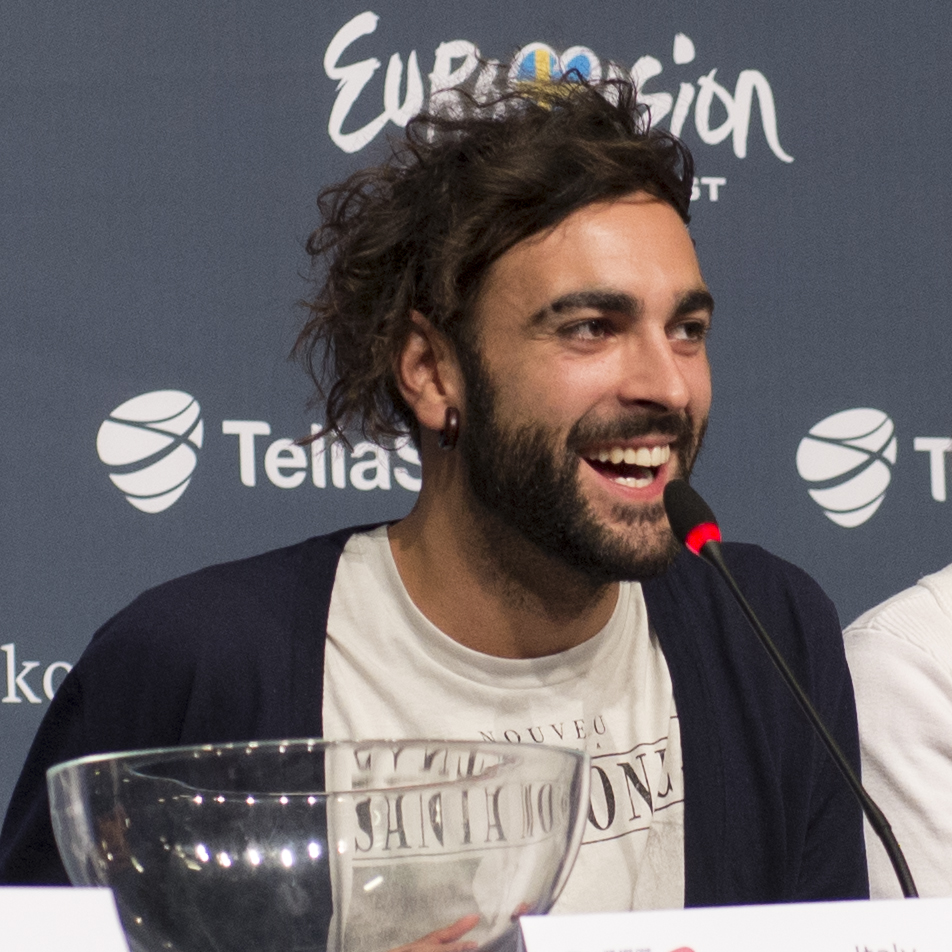
Marco Mengoni la conferința de presă desfășurată cu trei zile înainte de Eurovision 2013

La începutul lui septembrie 2011 este publicat discul single „Solo (Vuelta al ruedo)”, care precedă lansarea pe 27 septembrie a albumului de debut semnat Marco Mengoni, intitulat Solo 2.0. Materialul debutează pe prima poziție în clasamentele de specialitate din Italia, iar până la finele anului a primit discul de aur pentru vânzări de peste 30.000 de exemplare. Mengoni a scris majoritatea pieselor incluse pe album, fiind ajutat de cantautori cu renume în Italia precum Neffa sau Dente. Melodiile de pe discul Solo 2.0 au fost influențate puternic de muzica electronică și cea rock; de asemenea, notabilă este implicarea în proiect a formației Cluster și a orchestrei conduse de Fabio Gurian.
Pentru a promova materialul, Mengoni lansează pe single balada „Tanto il resto cambia”, respectiv piesa „Dall'inferno” și susține un turneu în ultima parte a anului 2011. În aceeași perioadă Mengoni înregistrează un duet cu Lucio Dalla, care a fost inclus pe albumul Questo è amore. În primăvara anului 2012 înregistrează piesa „Scrivi qualcosa per me”, care a fost inclusă pe un album lansat în memoria regretatului artist italian Alex Baroni. În perioada aprilie-mai 2012 Marco Mengoni reia turneul de promovare a albumului Solo 2.0 și susține șaptesprezece concerte în Italia, respectiv unul în Elveția. Ulterior artistul primește două nominalizări în cadrul premiilor TRL Awards la categoriile „Best Look”, respectiv „Superman Award” (unde câștigă trofeul).

### Victoria de la Sanremo, participarea la Eurovision și «#prontoacorrere» (2012 – prezent)
Pe 13 decembrie 2012 Marco Mengoni își anunță participarea la prestigiosul Festival de la Sanremo, piesele înregistrate pentru această competiție fiind numite „L'essenziale” și „Bellissimo”. Prima dintre acestea este aleasă de public pentru a concura în finala competiției, pe care Mengoni avea să o câștige pe 16 februarie 2013. De asemenea, în aceeași seară Marco a fost anunțat drept reprezentant al Italiei în cadrul Concursului Muzical Eurovision 2013, care s-a desfășurat în Malmö, Suedia. El a interpretat piesa „L'essenziale”, care s-a clasat în finală pe locul al șaptelea, cu 126 de puncte.
După ce a fost lansat ca single, „L'essenziale” a debutat pe primul loc în clasamentul italian destinat descărcărilor digitale, deținând această poziție timp de opt săptămâni consecutiv, primind totodată mai multe discuri de platină. De asemenea, Marco Mengoni a lucrat alături de producătorul Michele Canova Iorfida la cel de-al doilea album de studio al său, #prontoacorrere, care a fost lansat la 19 martie 2013. Albumul include, pe lângă single-urile „L'essenziale” și „Bellissimo” cântece ale căror versuri au fost compuse de ariști precum Mark Owen, Gianna Nannini, Ivano Fossati și Cesare Cremonini. Acesta a debutat pe primul loc în Italia și a primit discul de platină din partea Federației Industriei Muzicale Italiene.
Celelalte piese de pe album, „Pronto a correre” și „Non passerai”, au fost lansate în Italia pe 19 aprilie și 23 august 2013, intrând și ele în top 10 piese din Italia.
În iulie 2014, Mengoni a recunoscut că experiența avută în cadrul concursului Eurovision l-a lăsat „ușor uimit” și că ar mai participa odată „fără să stea pe gânduri”.

## Discografie
| Albume de studio - Solo 2.0 (2011) - #prontoacorrere (2013) | Discuri EP - Dove si vola (2009) - Re matto (2010) | Albume în concert - Re matto live (2010) |

## Turnee
- 2010: Re matto tour
- 2011: Solo tour 2.0
- 2013: Turneul L'Essenziale Anteprima - Turneul L'Essenziale[95]

## Premii și nominalizări

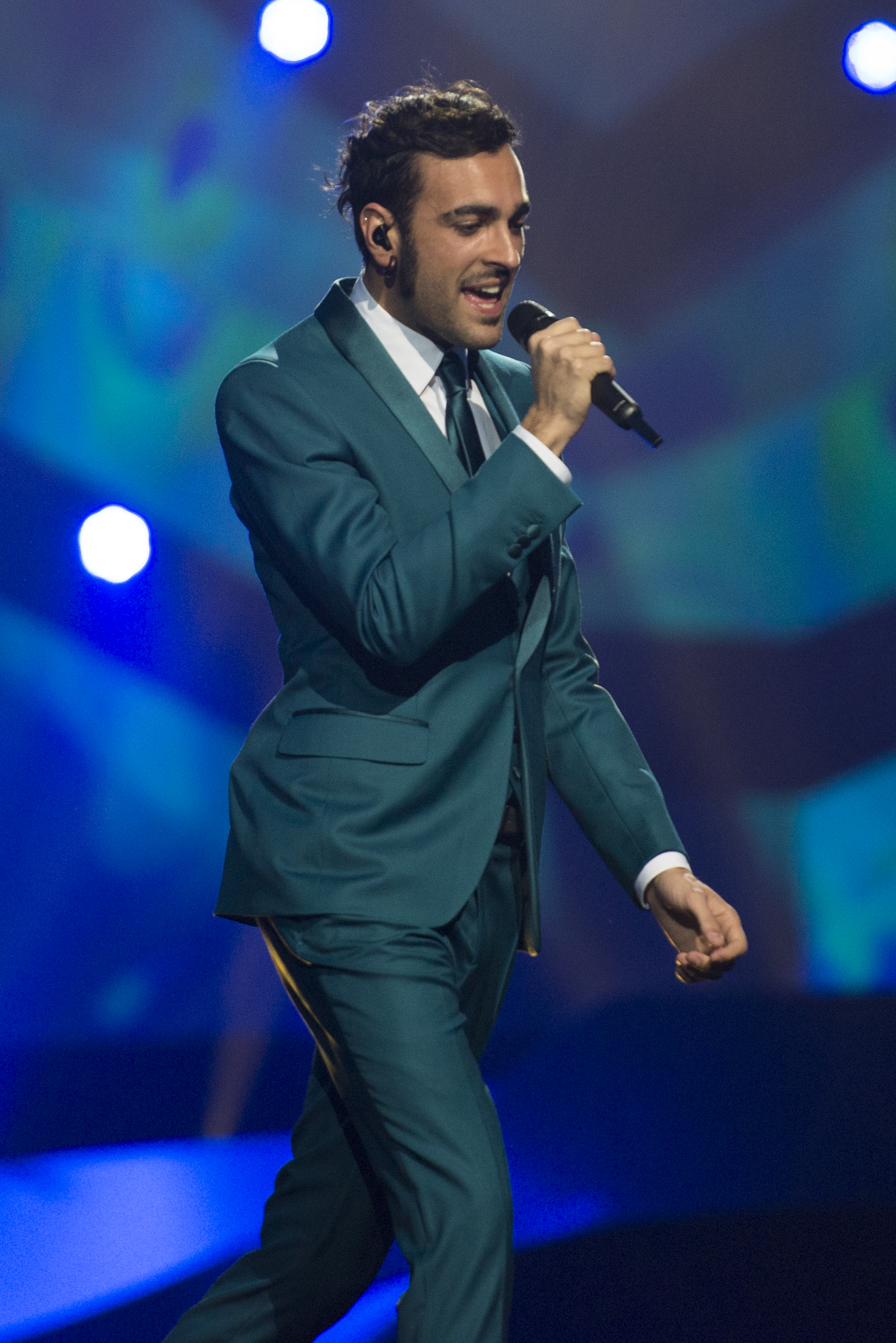
Mengoni la Eurovision 2013

| An   | Ceremonie                  | Categorie                                 | Pentru                   | Rezultat           |
| ---- | -------------------------- | ----------------------------------------- | ------------------------ | ------------------ |
| 2009 | Concursul muzical X Factor | Finală                                    | El însuși                | Câștigat           |
| 2010 | Premiile TRL               | Omul anului                               | El însuși                | Câștigat           |
| 2010 | Premiile TRL               | Cel mai bun videoclip                     | Credimi ancora           | Nominalizare       |
| 2010 | MTV Europe Music Awards    | Cel mai bun cântăreț italian              | El însuși                | Câștigat           |
| 2010 | MTV Europe Music Awards    | Cel mai bun cântăreț european             | El însuși                | Câștigat           |
| 2010 | Premiile Muzicale Wind     | Discul de platină pentru album            | Dove si vola             | Câștigat           |
| 2010 | Premiile Muzicale Wind     | Discul de platină pentru album            | Re matto                 | Câștigat           |
| 2010 | Festivalul Sanremo         | Secția principală                         | „Credimi Ancora”         | Premiul al III-lea |
| 2011 | Premiile TRL               | Cel mai talentat artist                   | El însuși                | Nominalizare       |
| 2011 | Premiile Muzicale Wind     | Discul de platină pentru album            | Re matto live            | Câștigat           |
| 2011 | Premiile Muzicale Wind     | Platinum Digital Single Award             | "Credimi ancora"         | Câștigat           |
| 2011 | Premiile Muzicale Wind     | Platinum Digital Single Award             | "In un giorno qualunque" | Câștigat           |
| 2012 | Premiile TRL               | Cel mai bun look                          | El însuși                | Nominalizare       |
| 2012 | Premiile TRL               | Premium Superman                          | El însuși                | Câștigat           |
| 2013 | Premiile Muzicale Wind     | Certificare cu disc de platină multiplu   | "L'essenziale"           | Câștigat           |
| 2013 | Premiile Muzicale Wind     | Discul de platină pentru album            | #prontoacorrere          | Câștigat           |
| 2013 | Premiile MTV               | Premium Superman                          | El însuși                | Câștigat           |
| 2013 | Premiile MTV               | Artist Saga                               | El însuși                | Câștigat           |
| 2013 | Premiile MTV               | Premiul fanilor                           | El însuși                | Nominalizare       |
| 2013 | MTV Europe Music Awards    | Cel mai bun cântăreț italian              | El însuși                | Câștigat           |
| 2013 | MTV Europe Music Awards    | Cel mai bun cântăreț sud-european         | El însuși                | Câștigat           |
| 2013 | MTV Europe Music Awards    | Cea mai bună performanță la nivel mondial | El însuși                | Nominalizare       |
| 2013 | Festivalul Sanremo         | Secția principală cu piesa „L'essenziale” | El însuși                | Câștigat           |
| 2014 | Premiul alegerea copiilor  | Cel mai bun cântăreț italian              | El însuși                | Câștigat           |
| 2014 | Premiile MTV               | Best Look                                 | El însuși                | Câștigat           |
| 2014 | Premiile MTV               | Premiul fanilor                           | El însuși                | Câștigat           |
| 2014 | Premiile MTV               | TwITStar                                  | El însuși                | Câștigat           |
| 2014 | Premiile MTV               | Artist Saga                               | El însuși                | Câștigat           |

## Filmografie
| An   | Titlu                              | Rol      | Note                                                                                      |
| ---- | ---------------------------------- | -------- | ----------------------------------------------------------------------------------------- |
| 2012 | Lorax - Il guardiano della foresta | Once-ler | Voce Leggio d'oro – Premiul special pentru revelația anului în dublajul desenelor animate |